# 10e groupe d'autos-mitrailleuses et autos-canons
Pour les articles homonymes, voir 10e groupe (unité militaire).
Le 10e groupe d'autos-mitrailleuses et autos-canons (ou 10e GAMAC), constitué fin septembre 1914, est l'un des 17 groupes d'autos-mitrailleuses et autos-canons, petites unités d'artillerie légère mobile mises à disposition de l'armée française pendant la campagne contre l'Allemagne.

## Création, dénominations et affectations
Créé fin septembre 1914 par le général Gallieni, gouverneur militaire de Paris, le 10e groupe d'autos-canons de la Marine est initialement affecté à l'état-major de la 5e armée puis à celui de la 10e division de cavalerie à partir du 15 octobre 1915. Il est dissous au front en tant qu'unité de Marine et reconstitué comme unité de cavalerie les 21 et 22 mars 1916. En conséquence de la dissolution de la 10e DC le 25 mai 1916, il passe immédiatement à l'état-major de la 2e division de cavalerie.

Affecté temporairement au 20e corps d'armée en juillet 1916, le groupe est envoyé  en septembre au Centre d'Instruction des Autos-Mitrailleuses (CIAM) à Versailles pour se préparer à partir en Roumanie rejoindre la mission Berthelot. Arrivé en Roumanie en janvier 1917 sans véhicule et sans matériel, le groupe perd peu à peu ses effectifs. Certains de ceux-ci sont rapatriés dès avril 1917. Le groupe est officiellement dissous fin juillet 1917, tandis que certains de ses hommes restent sur place détachés à titre individuel dans divers services de la Mission Berthelot.

Reconstitué sous son nom le 30 juin 1918, le 10e GAMAC peut rejoindre le 2e corps de cavalerie le 2 octobre 1918. À la dissolution du 2e CC en janvier 1919 le groupe est désigné pour être affecté à l’Armée du général Berthelot, dite Armée Française du Danube et doit être envoyé aussitôt que possible à Odessa. Toutefois un contre-ordre le maintien en métropole avant de rejoindre l'Algérie et d'être envoyé courant 1919 à l’armée française d’Orient à Constantinople. Celle-ci prend la dénomination de Corps expéditionnaire d'occupation de Constantinople en 1920.
Le 10e GAMAC est transformé en 26e escadron d'autos-mitrailleuses de cavalerie (E.A.M.C.) le 1er novembre 1922.

## Historique des campagnes et batailles

### Campagne contre l'Allemagne
1914
- Affecté à l'état-major de la 5e armée à Jonchery-sur-Vesle (Marne), le 10e groupe est, au mojns partiellement, employé à la défense anti-aéronefs du quartier général, tandis qu'une des sections sert aux tranchées.

1915

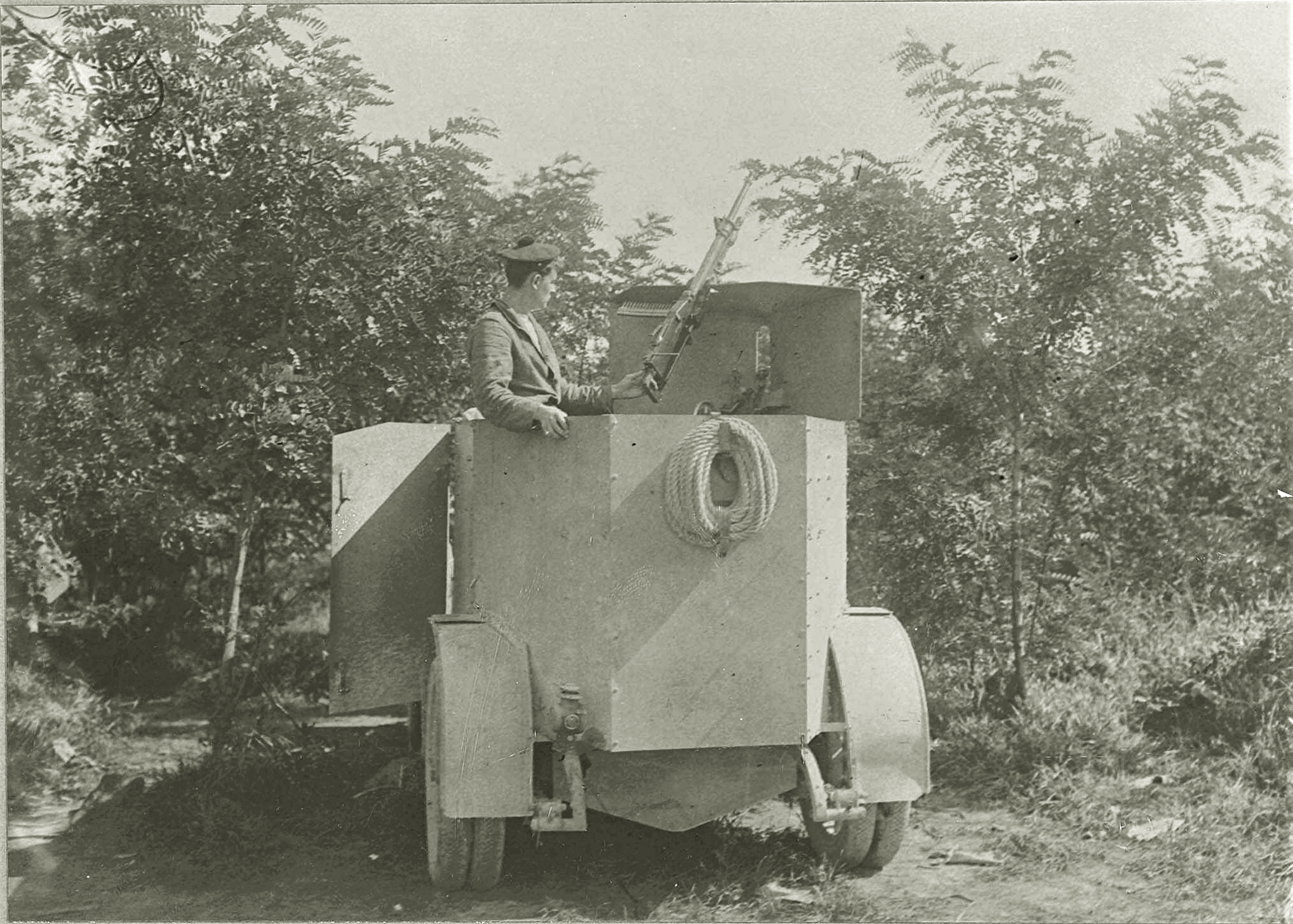
Auto-mitrailleuse du 10e groupe d'autos-canons de la Marine en DCA Châlons-le-Vergeur (Marne)

- De janvier à septembre, poursuite du service aux tranchées dans le sous-secteur de Craonne (Marne) où le maréchal-des-logis Vaussard est tué, criblé de deux cents éclats d'obus, en réapprovisionnant un poste avancé qui allait manquer de munitions. Quelques voitures continuent de participer à la défense anti-aéronefs du secteur, comme l'auto-mitrailleuse ci-contre vue le 24 août 1915 à Châlons-le-Vergeur non loin du QG de la 5e armée.
- À l'automne, accompagnant la 10e division de cavalerie dans un mouvement vers l'Est, le groupe stationne à Saint-Ulrich (Haut-Rhin) à partir du 25 octobre. En novembre, il participe à diverses actions d'appui et de reconnaissance au bord du canal du Rhône au Rhin. Fin novembre, désormais cantonné à Retzwiller, il lance une reconnaissance au cours de laquelle le maréchal-des-logis Desvernay est grièvement blessé.
- À partir du 11 décembre 1915 le groupe, cantonné à Chavannes-les-Grands (Territoire de Belfort), est affecté à un sous-secteur de tranchées à Largitzen.

1916
- Du 1er janvier au 26 juin, le groupe reste en position sur le front de l'Est, et termine son service non loin d'Altkirch, près de la frontière avec la Suisse.
- Le 27 juin, il est dirigé au sud d'Amiens en vue d'une participation à l'offensive de la Somme. Temporairement affecté à la 41e division d'infanterie, le 10e GAMAC se voit engagé dans l'attaque de la ferme de Monacu depuis Feuillères le 26 juillet. Lors de ces combats il perd plusieurs hommes. Le 1er août il est relevé par le 1er GAMAC et se replie sur le parc automobile d'Amiens.
- La période de repos débutée à Amiens début août se poursuit pendant plusieurs semaines au cours desquelles le 10e GAMAC est chargé de tester un prototype de la nouvelle auto-blindée à tourelle de Ségur-Lorfeuvre. Fin septembre le lieutenant Saar, peu avant son départ du groupe, puis le capitaine Philippe Richemond nouveau commandant de l'unité, dressent un bilan positif des essais, non sans suggérer plusieurs modifications et améliorations.
- Le retour sur le front de la Somme s'effectue le 11 septembre à Pont-de-Metz. Puis le groupe tourne dans la région, de cantonnement en cantonnement, la pluie empêchant toute participation des blindés aux opérations de reconnaissance. En octobre les hommes vivent sur place une période d'instruction qui s'étire tout le mois faute d'opportunité d'emploi dans les combats.

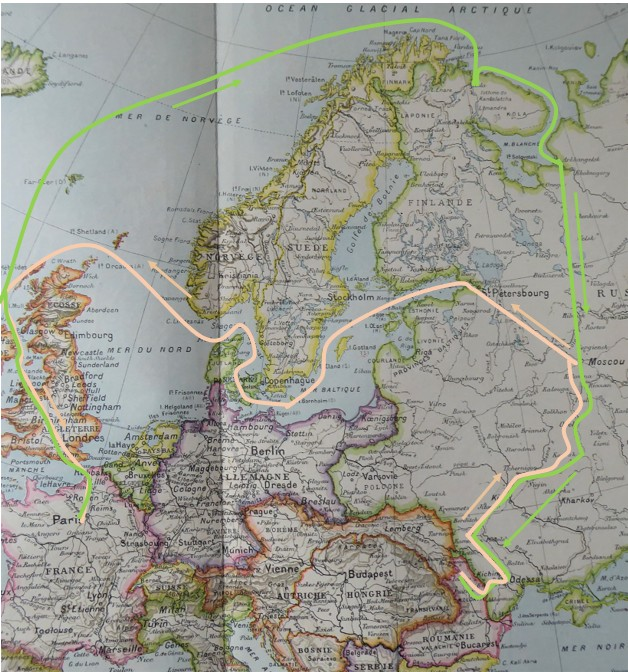
Trajets aller-retour France Roumanie du 10e groupe d'automitrailleuses et autos-canons (1916-1917)

- Le 30 octobre, le Cne Richemond est avisé que son groupe est désigné pour être employé sur un autre théâtre d'opérations qui se révèle être la Roumanie, où vient d'être constituée une mission française d'assistance, placée sous le commandement du général Berthelot.
- La préparation des hommes et du matériel au Centre d'Instruction des autos-mitrailleuses à Versailles dure tout le mois de novembre.
- Le 28 novembre le personnel du groupe spécialement recomposé, soit en tout 91 hommes, quitte Paris pour Boulogne-sur-Mer où il embarque le lendemain à destination de l'Angleterre. Le 30, à peine arrivés à Liverpool, les hommes embarquent sur le paquebot Nigeria à destination d'Arkhangelsk en contournant les iles britanniques et la Scandinavie. Après une navigation décrite comme pénible par le Cne Richemond, le Nigeria double Mourmansk pour accoster à Kola le 12 décembre où personne n'attend le 10e GAMAC et les 200 officiers français qui doivent rejoindre le général Berthelot en Roumanie. Après deux semaines d'attente, les hommes du groupe embarquent le 27 décembre sur un brise-glace qui les amènent à Arkhangelsk quatre jours plus tard[1].

1917
- Du 1er au 9 janvier, les hommes du 10e groupe séjournent à Moscou. Certains sont accueillis dans un hôpital privé français, soit pour des maladies contractées avant le départ de France, soit pour des problèmes dus aux mauvaises conditions du voyage depuis Liverpool. Le départ vers Iasi via Soukoulich et Kiew débute le 10 janvier et se termine 8 jours plus tard. Les hommes sont dispersés entre plusieurs garnisons, faute d'une mission précise, alors que le général Berthelot déclare au capitaine Richemond qu'il n'avait pas besoin de matériel et de soldats mais d'officiers. Le 2 février, le commandant du groupe apprend que tout le matériel et les véhicules du groupe ont été détruits dans un gigantesque incendie survenu dans un navire de munitions ancré à Arkhangelsk. La mission française tente alors d'occuper au mieux les hommes du groupe. Le Cne Richemond reçoit pour mission d'inspecter et conseiller les régiments roumains de cavalerie.
- Les premiers rapatriements en France débutent en mai 1917 et se terminent pour quelques-uns un an plus tard.
- Le 10e GAMAC est officiellement dissous le 31 juillet 1917.

1918
- Le 10e GAMAC est reconstitué le 30 juin 1918 dans le cadre de la mise à disposition du nouveau véhicule blindé de Ségur-Lorfeuvre aux groupes d'autos-mitrailleuses. Le commandement est à nouveau confié au capitaine Richemond, remis de ses gros ennuis de santé, et qui vient de contribuer pendant quelques mois au sein du Centre d’Instruction des Autos-mitrailleuses aux dernières mises au point de la nouvelle auto-canon-mitrailleuse.
- Après diverses réparations, les autos-mitrailleuses White réceptionnées le 6 septembre aux usines Berliet à Lyon sont enfin prêtes à partir au front le 30 septembre. Le groupe est alors dirigé vers le QG du 2e corps de cavalerie. Cette grande unité, désormais renforcée de tous ses GAMAC (les 3e, 4e, 6e, 8e, 9e, 10e, 15e et 17e GAMAC), gagne Roeselare (Roulers) pour être engagée dans la deuxième Bataille de Belgique et dans sa suite la Bataille de la Lys et de l'Escaut. « Les 2 et 3 novembre le 10e groupe d'autos-mitrailleuses opère en avant de la 77e division d'infanterie jusqu'aux faubourgs de Gand[2] ». Ces actions ne cessent qu'à l'armistice.

### Après l'armistice en France
1918
- Deuxième quinzaine de novembre, le 10e groupe stationne en Belgique (Hundelgem, Okegem), puis en France à Cassel.
- En décembre, il stationne à Dangu (Oise) avec le 17e GAMAC, son binôme du 2e corps de cavalerie.

1919
On ignore quand le 10e GAMAC quitte la métropole pour Alger d'où l'on sait cependant qu'il embarque le 7 avril 1919 pour Constantinople, affecté à l’Armée d’Orient qui occupe la rive Nord du Bosphore en application du Traité de Sèvres du 10 août 1920.

### À Constantinople
On ignore tout des opérations et stationnements du 10e GAMAC à Constantinople à partir de son arrivée.
Il défile devant le général Franchet d'Espèrey, commandant supérieur des forces alliées à Constantinople, le 14 juillet 1920 (Voir photo).
Le 1er janvier 1921  il est signalé à Makri Keui avec la 303e compagnie de chars et le 3e escadron du 1er régiment de marche de spahis marocains (R.M.S.M.) et y reste jusqu’en mai. À la mi-mai 1921, le groupe est affecté à une colonne chargée de rejeter à la mer une bande de pilleurs d’environ 400 hommes ayant débarqué de la Mer Noire dans la région de Derkos.

À son retour, le groupe est agrégé aux troupes françaises mobilisées pour défendre à Péra, l’ambassade de France, la caserne de gendarmerie, la résidence du général commandant le Corps d’occupation de Constantinople, les services de liaison auprès du Haut-commissaire, l’hôtel Bristol, la prison de Pancaldi, à San Stefano, l’îlot de la pointe du Sérail, le terrain d’aviation et le parc d’artillerie. Le groupe assure encore ce service jusqu'à la fin de 1922.

## Commandants du10egroupe[5]
- Lieutenant de vaisseau Jean Baptiste Clémentel (octobre 1914 - 1er mars 1916)[6].
- Enseigne de vaisseau Henri de Gailhard-Bancel, par intérim du 3 au 26 mars 1916[6].
- Lieutenant Raoul Saar (26 avril 1916 - 5 septembre 1916).
- Capitaine Philippe Richemond (11 septembre 1916 - 31 juillet 1917 puis 16 août 1918 - 25 décembre 1918).
- Capitaine François Sarcé (26 décembre 1918 - 5 mars 1919).
- Capitaine Patrice O'Gorman (février 1920 - 31 décembre 1920).
- Capitaine Eugène Favre (1er décembre 1920 - juillet 1922).

## Pertes du groupe
Le 10e groupe a participé comme les autres GAMAC au service des tranchées. Mais ses principales pertes sont concentrées dans un engagement à Monacu (Somme) le 26 juillet 1916 au cours duquel il perd un tué et huit blessés, dont seulement quatre sont identifiés. Cet engagement est qualifié d'Action AMAC, pour signifier une opération dans laquelle il a été fait principalement appel aux spécificités de ces unités mobiles composées de voitures blindées, bien armées en mitrailleuses et canons, servies par du personnel expérimenté et solidaire.
 
Parmi les décès liés à des opérations du 10e GAMAC, seuls deux hommes ont pu être identifiés. Pour la période de la mission en Roumanie et celle d’après-guerre pendant laquelle le 10e groupe est affecté au Corps d’occupation de Constantinople, on ne dispose d’aucun indication précise sur les opérations et les éventuelles pertes de l’unité au combat, et on recense deux décès par maladie.
| Grade              | Nom               | Date de blessure/décès/disparition              | Circonstance                     |
| ------------------ | ----------------- | ----------------------------------------------- | -------------------------------- |
| Maréchal-des-logis | Fernand Vaussard  | Tué le 26 janvier 1915                          | Tranchées                        |
| Maréchal-des-logis | Robert Desvernay  | Blessé en 26 novembre 1915                      | Reconnaissance                   |
| Soldat             | Étienne Bouet     | Blessé le 10 février 1916                       | Tranchées                        |
| Lieutenant         | Eugène Saguez     | Blessé le 15 février 1916                       | Tranchées                        |
| Sergent            | Georges Couturier | Mort des suites de blessures le 15 juillet 1916 | Action AMAC                      |
| Soldat             | Eugène Adolphe    | Tué le 26 juillet 1916                          | Action AMAC                      |
| Maréchal-des-logis | Étienne Bouet     | Blessé le 26 juillet 1916                       | Action AMAC                      |
| Soldat             | Fline             | Blessé le 26 juillet 1916                       | Action AMAC                      |
| non identifiés     | 4 hommes          | Blessés le 26 juillet 1916                      | Action AMAC                      |
| Brigadier          | Henry             | Blessé le 26 juillet 1916                       | Action AMAC                      |
| Soldat             | Fernand Montagne  | Blessé le 26 juillet 1916                       | Action AMAC                      |
| Maréchal-des-logis | Jacques Valude    | Blessé le 26 juillet 1916                       | Action AMAC                      |
| Adjudant-chef      | Louis Barbière    | Mort le 9 août 1920 à Constantinople            | Fièvre typhoïde et complications |
| Lieutenant         | Émile Sterlé      | Mort le 8 décembre 1920 à Constantinople        | Maladie                          |

## Distinctions
La 1re section du 10e GAMAC reçoit une citation à l’ordre de la 77e division d'infanterie du 23 octobre 1918 :

« Sous le commandement du lieutenant Sarcé du 27e dragons, a accompli plusieurs missions de reconnaissance périlleuses au cours des journées des 14, 15, 16, 17 octobre 1918, rapportant au commandement des renseignements précieux sur l’ennemi. »

## Personnalités ayant servi au sein du groupe
- Roger de Dampierre (1892-1975), duc de San Lorenzo, vicomte de Dampierre, sous-lieutenant de réserve, participe à la Mission française en Roumanie, du 26 novembre 1916 au 29 mai 1918.
- Robert Desvernay (1886-1959), maréchal-des-logis, grièvement blessé en 1915, neveu du maréchal Louis Franchet d'Espèrey.
- Henri de Gailhard-Bancel (1884-1944), enseigne de vaisseau de 1re classe, chef de section et commandant du 10e groupe par intérim, fils de Hyacinthe de Gailhard-Bancel, homme politique et avocat, député de 1898 à 1924.
- Jacques Lemaigre Dubreuil (1894-1955), aspirant, participe à la mission en Roumanie, nombreuses citations, industriel (Huileries Lesieur), résistant, assassiné en 1955.
- Paul de Sauvan d'Aramon (né en 1876), lieutenant de réserve, participe à la mission en Roumanie. Il est le frère jumeau de Bertrand de Sauvan d'Aramon, député de la Seine de 1910 à 1914.

## Matériels
- Lors de sa constitution fin septembre 1914 le groupe est équipé de quatre autos-mitrailleuses Renault modèle 1914 et de six autos-canons Peugeot modèle 1914 non blindés, d'une voiture de liaison et de deux voitures de ravitaillement, toutes trois de types inconnus.
- Le 8 février 1915 six autos-canons blindés Peugeot de 37 mm modèle 1915 partent du Parc d'artillerie de Vincennes pour remplacer les autos-canons non blindés d'origine[10].
- Les autos-mitrailleuses modèle 1915 sont, en principe, livrées au 10e groupe comme aux autres groupes de Marine en mai 1915, en remplacement des voitures non blindées d'origine.
- En novembre 1915, le 10e groupe est chargé de tester le dispositif de marche arrière Raulet-Dombret et reçoit à cet effet 10 véhicules modèle 1915 équipés de ce nouveau système particulièrement utile en opération[11]. À l'issue du test qui se révèle très positif, le groupe conserve ces voitures jusqu'à son départ pour la Roumanie.
- La perte définitive du matériel et de tous les véhicules à Arkhangelsk en janvier 1917 est la cause principale de la dissolution du groupe fin juillet 1917. Il est reconstitué en septembre 1918 avec neuf autos-canons mitrailleuses de Ségur-Lorfeuvre sur châssis White TBC.